# Wimpernlifting
Ein Wimpernlifting („Lash Lifting“) ist eine kosmetische Behandlung der Augenwimpern, die darauf abzielt, die Wimpern für einen bestimmten Zeitraum länger und geschwungener wirken zu lassen. Es wird auch als „Dauerwelle für die Wimpern“ bezeichnet und wirkt optisch wie das Behandeln der Wimpern mit einer Wimpernzange. Als Vorteile des Wimpernliftings gegenüber der Wimpernverlängerung werden die geringeren Kosten und die einfachere Pflege genannt. Ein Wimpernlifting hält etwa 2–3 Monate lang.

## Funktionsweise
Die Wimpern werden durch zwei aufeinanderfolgende chemische Lösungen in eine dauerhafte Schwung-Position gebracht. Der übliche Ablauf besteht aus dem Abschminken und Entfetten der Augenlider, dem Aufkleben von Silikonpads auf dem Augenlid, dem Kleben der Wimpern auf das Pad und der chemischen Behandlung. Die chemische Behandlung erfolgt in zwei Durchläufen: einmal dem Brechen der Schwefelbrücken in den Härchen, um sie zu formen, und einmal einer Fixier-Lösung, die den Schwung haltbar macht. Durchschnittlich dauert die gesamte Behandlung etwa 45 Minuten. Um den Effekt zu verstärken, wird ein Lash-Lifting häufig in Kombination mit einer Wimpernfärbung durchgeführt.

## Risiken
Wird die Wimpernbehandlung professionell durchgeführt, treten nur selten Nebenwirkungen auf. Die meisten Risiken basieren darauf, dass ein Wirkstoff nicht gut vertragen wird oder eine allergische Reaktion folgt. Da die Behandlung auf geschlossenen Augen durchgeführt wird, sollten keine Chemikalien in das Auge gelangen.
Bisher sind keine späten Nebenwirkungen nach der Behandlung bekannt. Die Pflege und das Schminken der Augen kann auch weiterhin wie gewohnt durchgeführt werden. Das Nutzen von Make-up-Entfernern hat keinen Einfluss auf das Wimpernlifting. Auch bei der Nutzung von Mascara oder weiteren Produkten sind keine Einschränkungen gegeben.